# 13413 Bobpeterson
13413 Bobpeterson eller 1999 UF9 är en asteroid i huvudbältet som upptäcktes den 29 oktober 1999 av Catalina Sky Survey projektet. Den är uppkallad efter astronomen Robert Peterson.
Asteroiden har en diameter på ungefär 5 kilometer och den tillhör asteroidgruppen Koronis.